# Time (album, Steve Howe)
Time je instrumentální studiové album kytaristé Stevea Howea, vydané v roce 2011. Jedná se o první Howeovo album bez bicích. Album produkoval Howe spolu s Paulem K. Joycem.

## Seznam skladeb
| Pořadí         | Název                              | Autor                    | Délka |
| -------------- | ---------------------------------- | ------------------------ | ----- |
| 1.             | Bachianas Brasileiras No. 5 (Aria) | Heitor Villa-Lobos       | 3:58  |
| 2.             | King's Ransom                      | Steve Howe, David Biglin | 4:31  |
| 3.             | Cantata No. 140 (Wachet Auf)       | Johann Sebastian Bach    | 3:57  |
| 4.             | Orange                             | Howe                     | 2:43  |
| 5.             | Purification                       | Paul K. Joyce            | 3:52  |
| 6.             | Rose                               | Howe                     | 3:41  |
| 7.             | The Explorer                       | Howe, Paul Sutin         | 5:09  |
| 8.             | Kindred Spirits                    | Virgil Howe              | 5:10  |
| 9.             | Concerto Grosso in D Minor Op. 3   | Antonio Vivaldi          | 5:24  |
| 10.            | The 3rd of March                   | Joyce                    | 5:51  |
| 11.            | Steam Age                          | Howe                     | 3:12  |
| 12.            | Apollo                             | Howe, Sutin              | 4:43  |
| Celková délka: | Celková délka:                     | Celková délka:           | 52:13 |

## Sestava
- Steve Howe – kytara
- Paul K. Joyce – klávesy
- Virgil Howe – klávesy
- klasický soubor